# Yamauchi Sekiryō
Yamauchi Sekiryō (japanisch 山内 積良; * 1882 als Kaneda Sekiryō (金田 積良); † 1951) war ein japanischer Unternehmer und seit 1929 der zweite Präsident des damals noch ausschließlich Spielkarten produzierenden Unternehmens Nintendo nach Yamauchi Fusajirō, dessen Schwiegersohn Sekiryō war.

## Leben
Kaneda heiratete Fusajirōs Tochter Tei und nahm gemäß den japanischen Adoptionsregeln für Erwachsene am selben Tag den Nachnamen Yamauchi an, um Nintendo zu erben.
Unter seiner Leitung wurden Nintendos Spielkarten erstmals auch außerhalb Japans angeboten.
Im Jahr 1933 gründete er ein Joint-Venture-Unternehmen namens Yamauchi Nintendo and Co. 1947 gründete er das Vertriebsunternehmen Marufuku (丸福), das sich auf Spielkarten im westlichen Stil spezialisieren sollte.
Er erlitt 1948 einen Schlaganfall und ging ein Jahr später in den Ruhestand, woraufhin Yamauchi Hiroshi als dritter Präsident die Leitung des Unternehmens übernahm.